# Hobardz
Hobardz (in armeno Հոբարձի?) è un comune di 814 abitanti (2001) della Provincia di Lori in Armenia.